# Anna Lee (canción)
«Anna Lee» es la décima pista del álbum Falling Into Infinity de la banda de metal progresivo Dream Theater. Habla sobre un personaje ficcional que James LaBrie inventó luego de haber sido "profundamente conmovido" por algunos artículos que leyó sobre el abuso de menores e incesto.

## Versiones
La canción aparece en el video en vivo 5 Years in a LIVEtime, así como en el bootleg oficial Los Angeles, California 5/18/98.